# CoCoA
CoCoA (Прорачуниу комутативној алгебри)
је бесплатан рачунарски алгебарски систем за рачунање са бројевима и полиномима. CoCoA библиотека (CoCoALib
)
је доступна под ГНУ-овом општом јавном лиценцом. Пренесен је на многим оперативним системима, укључујући Macintosh на PPC и x86, Linux и x86, x86-64 & PPC, Соларис на SPARC и Windows на x86.
CoCoA углавном користе истраживачи (види цитате на

крају  ),
али може бити користан и за "једноставна" израчунавања.
CoCoA's карактеристике укључују:
- Врло велике целе и рационалне бројеве који користе  GNU Multi-Precision Library
- Мултиваријабилни полиноми
- Gröbner основа
- Emacs-базиран интерфејс и Qt-базиран интерфејс

Он је у стању да обавља једноставне и софистициране операције на мултиваријабилним полиномима и на различитим подацима који се односе на њих (идеали, модули, матрице, рационалне функције). На пример, лако може израчунати Gröbner основу, конјугацију и минималну слободну резолуцију, раскрснице, поделе, радикални идеал, идеал нула-дименсионал шеме, Poincare’ серије и Hilbert функције, факторизација полинома, торични идеали. Могућности CoCoA и флексибилност његове употребе додатно је побољшан применом језика на високом нивоу
Математичко језгро, CoCoALib, је дизајниран као отверни код C++ библиотеке, фокусом на једноставност употребе и флексибилност.
CoCoALib је базиран на GNU Multi-Precision Library.
CoCoALib коришћен од стране  ApCoCoA
и NmzIntegrate